# 卡伦河 (伊朗)
卡伦河（波斯語：‎）位于伊朗西南部，是伊朗最大的河流，也是伊朗唯一一条可通航的河流。发源于恰哈马哈勒－巴赫蒂亚里省北部札格罗斯山脉的扎尔德山，流经胡齐斯坦省北部和西北，最后于霍拉姆沙赫尔汇入阿拉伯河。全长725千米。